# Hyperion (Superhaufen)

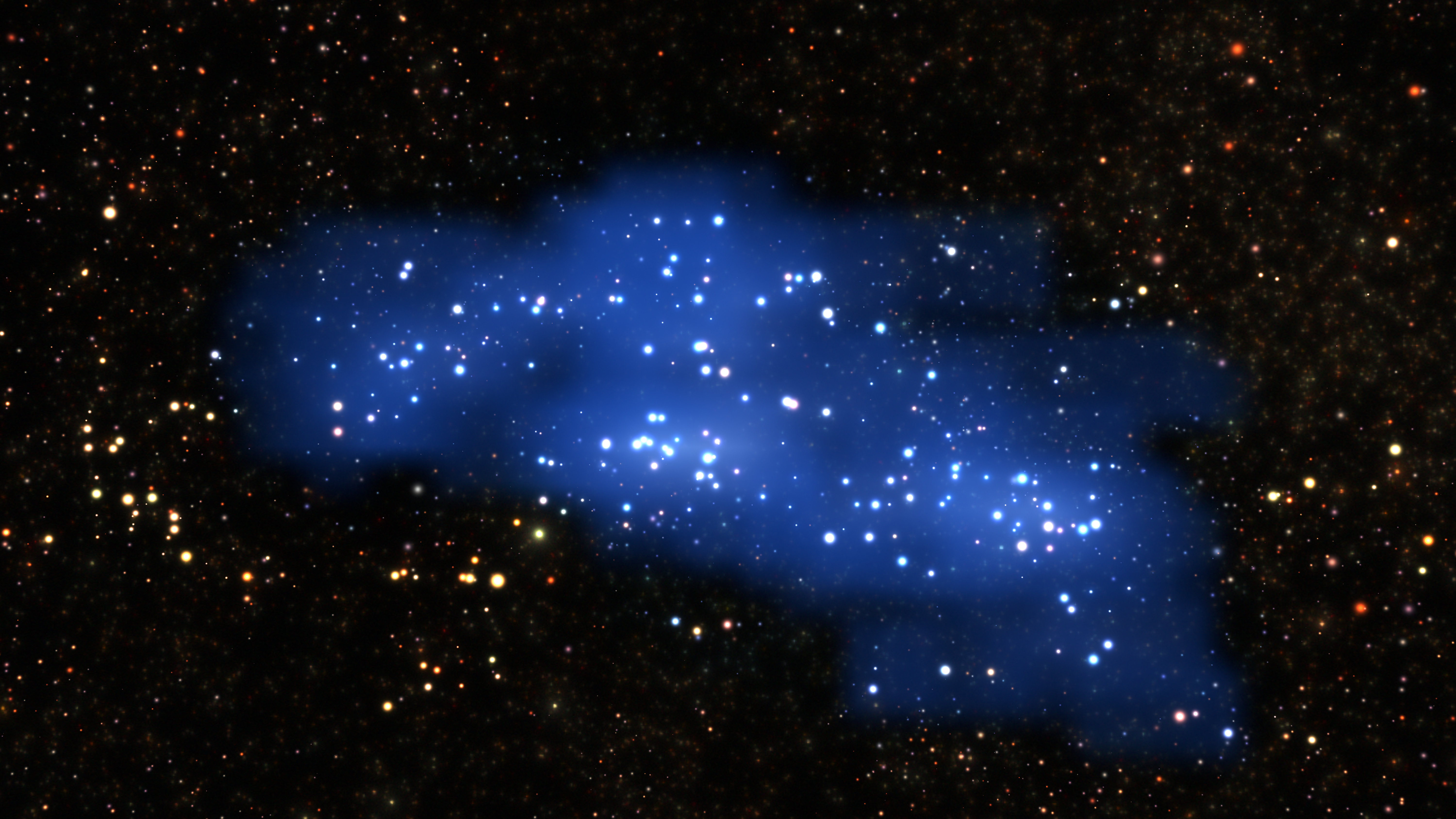
Hyperion-Superhaufen. Aufnahme des Very Large Telescope der Europäischen Südsternwarte (ESO)

Hyperion ist der Name von einem vermutlich etwa 2,3 Milliarden Jahre nach dem Urknall entstandenen Supergalaxienhaufen mit ca. 1015 Sonnenmassen.

## Entdeckung
Entdeckt wurde Hyperion von einem Forscher-Team des nationalen Instituts für Astrophysik (Istituto Nazionale di Astrofisica INAF) in Bologna unter der Leitung von Olga Cucciati. Die Forscher waren „überrascht von der Entdeckung eines so gewaltigen Objekts im frühen Universum“.